# إلين غودال إيستمان
إلين غودال إيستمان (بالإنجليزية: Elaine Goodale Eastman) (1863، إغريمونت في الولايات المتحدة - 1953)؛ كاتِبة، شاعرة وروائية أمريكية. درست في كلية سميث.